# Castell de Pratdip
El castell de Pratdip és un edifici de Pratdip (Baix Camp) declarat bé cultural d'interès nacional.

## Descripció
Des del cim del poble, hom aconsegueix el castellot per una rampa que aboca a la gran volta gòtica, que li feia de portal. La vella fortificació serva només que uns murs obstinats a baranejar per tot el conjunt de l'abís. Sense cap teulada, la seva silueta al cim del bloc acolumnat és l'encís del major del clot penyaler, on la petita nau de Pratdip sembla ancorada.
En l'organització del poble medieval de Pratdip segurament tingué molta importància el castell, les restes del qual són encimbellades dalt d'una roca a l'extrem meridional de la població. El poble s'organitzà, però, sobretot, en relació amb l'església i restà tancat rere uns portals. Actualment, del castell no en resta gairebé res, tret d'unes quantes parets que, dalt d'un turó, delimiten un espai; foren fetes, però, ja en una època molt tardana.

## Història
No es coneixen gaires secrets de l'antigor. Evidentment, formava conjunt amb la vila, fortificada. Segons Del Arco, la fundació de Pratdip data dels temps de la restauració cristiana. Consta positivament que Pratdip, a uns 225 m d'altitud, al peu del Montredon i de la serra de Llaberia, va pertànyer a la baronia d'Entença - capital Falset; per raó d'aquesta circumstància, senyor d'aquest castell ho fou el comte de Prades i, en la mateixa línia possessòria, el duc de Cardona. En extingir-se els senyorius, Pratdip seguia essent propietat del duc de Cardona i, també, duc de Medinacelli.
El lloc de Pratip és conegut des de mitjan segle xii, quan la seva església parroquial apareix en la butlla papal d'Anastasi IV del 1154. Del castell i la vila, en tenim poques referències. Va pertàner a la baronia d'Entença, que primer estigué en mans dels Castellvell i més tard dels Entença (a partir del 1244) dels quals prové el nom. El 1324 Jaume II adquirí l'esmentada baronia i el mateix any la uní al recentment creat comtat de Prades.
El comtat de Prades, juntament amb el seu annex, la baronia d'Entença, va esdevenir durant el segle xv de la casa ducal de Cardona. Per vincles successoris, el comtat de Prades i la baronia d'Entença passaren el 1663 als ducs de Medinaceli que foren els darrers senyors del castell i la vila de Pratdip.